# Nimrod Mashiah
Nimrod Mashiah –en hebreo, נמרוד משיח– (10 de julio de 1988) es un deportista israelí que compite en vela en la clase RS:X. Ganó tres medallas en el Campeonato Mundial de RS:X entre los años 2009 y 2011.

## Palmarés internacional
| \| Campeonato Mundial \| Campeonato Mundial \| Campeonato Mundial \| Campeonato Mundial \| \| Año \| Lugar \| Medalla \| Clase \| \| ------------------ \| ---------------------- \| ------------------ \| ------------------ \| \| 2009 \| Weymouth (Reino Unido) \| Medalla de plata \| RS:X \| \| 2010 \| Kerteminde (Dinamarca) \| Medalla de bronce \| RS:X \| \| 2011 \| Perth (Australia) \| Medalla de bronce \| RS:X \| |                        |                   |       |
| Campeonato Mundial |                        |                   |       |
| Año | Lugar                  | Medalla           | Clase |
| 2009 | Weymouth (Reino Unido) | Medalla de plata  | RS:X  |
| 2010 | Kerteminde (Dinamarca) | Medalla de bronce | RS:X  |
| 2011 | Perth (Australia)      | Medalla de bronce | RS:X  |